# فوزیدیک اسید
فوزیدیک اسید (به انگلیسی: Fusidic acid)
رده درمانی: آنتی بیوتیک
اشکال دارویی: پمادوکرم، قطره و قرص

## موارد مصرف
فقط علیه باکتریهای گرم مثبت مانند استافیلوکوک اورئوس، استرپتوکوک و کورینه باکتریوم‌ها فعال است و گاه در درمان سوشهای مقاوم استفاده می‌شود.

## مکانیسم اثر
فوزیدیک اسید در فعالیت فاکتورهای طویل‌کننده رشته پلی پپتید باکتری (در ریبوزوم) مداخله می‌کند و باکتریواستاتیک است.

## عوارض جانبی
ایجاد مقاومت به آن، زردی و تغییر رنگ ادرار.